# ¡Allá tú!
¡Allá tú! es un concurso de televisión presentado por Jesús Vázquez y emitido en Telecinco entre 2004 y 2008 y en Cuatro en 2011. En 2023, el formato volvió a la parrilla de Telecinco. Anteriormente fue presentado por Arturo Valls en verano de 2005 y por Silvia Jato en verano y otoño de 2006. El formato es conocido como "el programa de las cajas" y su cabecera es famosa por el "Euros, euros, dubidú; si no los quieres, ¡allá tú!".

## Equipo

### Presentadores
| Cadena        |      |      |      |      |      | Logo de Telecinco |      |      |      |
| Año           | 2004 | 2005 | 2006 | 2007 | 2008 | 2011              | 2023 | 2024 | 2025 |
| ------------- | ---- | ---- | ---- | ---- | ---- | ----------------- | ---- | ---- | ---- |
| Jesús Vázquez |      |      |      |      |      |                   |      |      |      |
| Arturo Valls  |      |      |      |      |      |                   |      |      |      |
| Silvia Jato   |      |      |      |      |      |                   |      |      |      |

## Historia

### Primera etapa (2004-2008)
En la primera temporada, el premio máximo eran 300.000€ que se llevaba íntegramente el concursante en plató. Después, en 2005, se doblarían las cantidades del panel, pero haciendo que el premio se repartiera a partes iguales entre el concursante en plató y un concursante desde casa que hubiera llamado a un número de teléfono o hubiera mandado un SMS antes de que se desvelara el premio y hubiera sido elegido por sorteo. Este reparto hacía por tanto que el premio máximo final siguiera siendo de 300.000 euros para el concursante en plató, ya que el resto se lo llevaba el concursante en casa.
Las dos peores cajas, la de 0,10€ y 0,50€ adquirieron por los concursantes el mote, respectivamente de "OJO" y "OSO" por la similitud que se veía en el panel entre estas cantidades y las palabras mencionadas.
Cada uno de los concursantes representaba a una provincia o ciudad autónoma de España. Como no cabían en el panel las 50 provincias y 2 ciudades autónomas del país, tenían que ir rotando según salieran los distintos concursantes. Al principio, el concursante elegido para abrir cajas era el que más rápidamente había contestado con pulsador una pregunta formulada al principio por el presentador. Después, ante las permanencias prolongadas de más de 100 programas de varios concursantes, sería sería el mero azar el que designara el concursante del día.
Se han lanzado al mercado numerosos juegos: Un juego de mesa, un juego de mesa electrónico, un juego electrónico portátil y un juego para móviles.
El 19 de junio de 2007, después de 3 años y 885 programas, Gilbert Trilles, un concursante tarraconense consiguió llevarse los deseados 600.000 €.

### Segunda etapa (2011)
El 10 de enero de 2011, el concurso pasó a emitirse a través de la cadena Cuatro con Jesús Vázquez tras la fusión entre Sogecuatro y Gestevisión Telecinco. En esta nueva etapa del concurso en Cuatro, se suprime el reparto del premio con una persona anónima la cual envía un SMS desde casa, por lo que el premío es íntegro para el concursante, volviendo a ser el premio máximo de 300.000€.
El 14 de febrero de 2011, después de poco más de 1 mes y 26 programas de emisión en Cuatro, un concursante de 32 años llamado Kepa Fernández de Vizcaya, después de esperar 26 programas para concursar, consiguió llevarse el segundo premio más alto del programa, los deseados 120.000 euros.
Unos días más tarde, el 2 de marzo de 2011, el programa vuelve a dar los 120.000€, esta vez a la concursante Sheila Casas de Madrid, que es hermana del conocido actor Mario Casas.
El 30 de mayo de 2011, el programa celebra los 100 programas en emisión en Cuatro durante una semana donde vuelven los concursantes que menos y más dinero se han llevado. En estos programas especiales se incorpora una novedad, ya que se añaden 5 cajas verdes, de las cuales cuatro contienen cero euros y una contiene el premio máximo del programa, es decir, 300.000 €. Con esta novedad, se ponen en juego dos cajas con el premio máximo; estando un premio máximo en una de las 22 cajas de siempre y el otro premio máximo en una de las 5 verdes. Con esta novedad, el concursante que llega nuevo se incorpora al programa el mismo día que sale a jugar el concursante al que va a sustituir y este nuevo concursante será el encargado de elegir cual de las 5 cajas verdes quiere llevarse a su atril. EL banquero ofrecerá una o varias oportunidades de cambiar de caja, pudiendo llevarse a la mesa esa caja verde que puede contener cero euros o el premio máximo.
A la semana siguiente, cuando se terminan los programas especiales y se vuelve a emitir el programa con los concursantes nuevos que quedaron pendientes antes de empezar la semana especial, se decide mantener la novedad de las cajas verdes. Sigue habiendo cero euros en cuatro de ellas, pero en la caja verde restante hay uno de los cuatro premios máximos (los premios rojos en el panel), es decir, en la última caja verde puede haber 30.000 €, 60.000 €, 120.000 € o 300.000 €. Estas cantidades en la caja verde se irán alternando en cada programa.
El 25 de julio, el programa entregó el premio máximo a la concursante Mari Carmen Bonilla, de Asturias, siendo la segunda vez que se entregan los 300.000 € (contando la etapa de Telecinco). Será la tercera persona que consiga este premio ya que cuando se entregaron la última vez, se entregaron 600.000€ que se repartieron a partes iguales entre el concursante y una persona que llamó o envió un SMS desde casa. También fue el premio más alto de la historia entregado en Cuatro, hasta el 21 de marzo de 2022, cuando el concurso Alta tensión repartió un bote de 693.000 €.
El 27 de julio, el programa entregó el segundo premio más alto del panel. Solo dos días después de entregar los 300.000 euros a Mari de Asturias. Los 120.000 euros, la tercera vez que los reparten en esta nueva etapa en Cuatro tras Kepa de Vizcaya y Sheila de Madrid los ganó Joan de Tarragona, que dijo que parte de ese dinero iba a ir destinado a una asociación de la enfermedad de esclerosis múltiple, porque su amigo y concursante Jaime de Ciudad Real, comunicó que su mujer padece esa enfermedad.
El 31 de octubre de 2011, tras diez meses de emisión en Cuatro, se confirmó que el fin del programa, que tuvo lugar el 4 de noviembre del mismo año, aún teniendo programas ya grabados para su emisión.

#### Audiencias 2011 (Tarde)
| 1     | 10 de enero de 2011      | 441 000 (3,8%) |
| 2     | 11 de enero de 2011      | 461 000 (4,4%) |
| 3     | 12 de enero de 2011      | 475 000 (4,4%) |
| 4     | 13 de enero de 2011      | 515 000 (4,9%) |
| 5     | 14 de enero de 2011      | 528 000 (5,2%) |
| 6     | 17 de enero de 2011      | 495 000 (4,4%) |
| 7     | 18 de enero de 2011      | 601 000 (5,5%) |
| 8     | 19 de enero de 2011      | 539 000 (5,0%) |
| 9     | 20 de enero de 2011      | 538 000 (5,1%) |
| 10    | 24 de enero de 2011      | 642 000 (5,4%) |
| 11    | 25 de enero de 2011      | 456 000 (3,9%) |
| 12    | 26 de enero de 2011      | 588 000 (5,1%) |
| 13    | 27 de enero de 2011      | 582 000 (5,0%) |
| 14    | 28 de enero de 2011      | 554 000 (5,0%) |
| 15    | 31 de enero de 2011      | 625 000 (5,4%) |
| 16    | 1 de febrero de 2011     | 529 000 (4,8%) |
| 17    | 2 de febrero de 2011     | 588 000 (5,3%) |
| 18    | 3 de febrero de 2011     | 462 000 (4,4%) |
| 19    | 4 de febrero de 2011     | 473 000 (4,7%) |
| 20    | 7 de febrero de 2011     | 638 000 (5,8%) |
| 21    | 8 de febrero de 2011     | 582 000 (5,4%) |
| 22    | 9 de febrero de 2011     | 543 000 (5,1%) |
| 23    | 10 de febrero de 2011    | 543 000 (5,2%) |
| 24    | 11 de febrero de 2011    | 552 000 (5,3%) |
| 25    | 14 de febrero de 2011    | 697 000 (6,1%) |
| 26    | 15 de febrero de 2011    | 576 000 (4,8%) |
| 27    | 16 de febrero de 2011    | 564 000 (5,0%) |
| 28    | 17 de febrero de 2011    | 621 000 (5,5%) |
| 29    | 18 de febrero de 2011    | 514 000 (5,0%) |
| 30    | 21 de febrero de 2011    | 520 000 (4,7%) |
| 31    | 22 de febrero de 2011    | 606 000 (5,6%) |
| 32    | 23 de febrero de 2011    | 541 000 (5,4%) |
| 33    | 24 de febrero de 2011    | 546 000 (5,6%) |
| 34    | 25 de febrero de 2011    | 546 000 (6,0%) |
| 35    | 28 de febrero de 2011    | 534 000 (4,6%) |
| 36    | 1 de marzo de 2011       | 735 000 (6,8%) |
| 37    | 2 de marzo de 2011       | 866 000 (7,9%) |
| 38    | 3 de marzo de 2011       | 778 000 (7,1%) |
| 39    | 4 de marzo de 2011       | 741 000 (6,7%) |
| 40    | 7 de marzo de 2011       | 625 000 (6,1%) |
| 41    | 8 de marzo de 2011       | 746 000 (6,5%) |
| 42    | 9 de marzo de 2011       | 673 000 (6,3%) |
| 43    | 10 de marzo de 2011      | 327 000 (3,3%) |
| 44    | 11 de marzo de 2011      | 686 000 (6,1%) |
| 45    | 14 de marzo de 2011      | 715 000 (6,2%) |
| 46    | 15 de marzo de 2011      | 724 000 (6,6%) |
| 47    | 16 de marzo de 2011      | 680 000 (6,2%) |
| 48    | 17 de marzo de 2011      | 518 000 (5,2%) |
| 49    | 18 de marzo de 2011      | 526 000 (5,7%) |
| 50    | 21 de marzo de 2011      | 557 000 (5,5%) |
| 51    | 22 de marzo de 2011      | 588 000 (5,6%) |
| 52    | 23 de marzo de 2011      | 573 000 (5,4%) |
| 53    | 24 de marzo de 2011      | 546 000 (5,3%) |
| 54    | 25 de marzo de 2011      | 503 000 (5,3%) |
| 55    | 28 de marzo de 2011      | 500 000 (5,2%) |
| 56    | 29 de marzo de 2011      | 500 000 (5,2%) |
| 57    | 30 de marzo de 2011      | 382 000 (4,2%) |
| 58    | 31 de marzo de 2011      | 417 000 (5,2%) |
| 59    | 1 de abril de 2011       | 455 000 (5,9%) |
| 60    | 4 de abril de 2011       | 425 000 (5,1%) |
| 61    | 5 de abril de 2011       | 440 000 (5,3%) |
| 62    | 6 de abril de 2011       | 440 000 (5,6%) |
| 63    | 7 de abril de 2011       | 455 000 (5,8%) |
| 64    | 8 de abril de 2011       | 352 000 (4,8%) |
| 65    | 11 de abril de 2011      | 423 000 (5,0%) |
| 66    | 12 de abril de 2011      | 374 000 (4,5%) |
| 67    | 13 de abril de 2011      | 351 000 (4,4%) |
| 68    | 14 de abril de 2011      | 348 000 (4,6%) |
| 69    | 15 de abril de 2011      | 348 000 (4,4%) |
| 70    | 18 de abril de 2011      | 351 000 (4,2%) |
| 71    | 19 de abril de 2011      | 372 000 (4,4%) |
| 72    | 20 de abril de 2011      | 393 000 (4,5%) |
| 73    | 21 de abril de 2011      | 401 000 (4,1%) |
| 74    | 25 de abril de 2011      | 463 000 (4,1%) |
| 75    | 26 de abril de 2011      | 408 000 (4,8%) |
| 76    | 27 de abril de 2011      | 352 000 (4,3%) |
| 77    | 28 de abril de 2011      | 307 000 (3,7%) |
| 78    | 29 de abril de 2011      | 433 000 (4,8%) |
| 79    | 30 de abril de 2011      | 433 000 (4,8%) |
| 80    | 2 de mayo de 2011        | 392 000 (3,7%) |
| 81    | 3 de mayo de 2011        | 380 000 (4,0%) |
| 82    | 4 de mayo de 2011        | 389 000 (4,7%) |
| 83    | 5 de mayo de 2011        | 415 000 (5,2%) |
| 84    | 6 de mayo de 2011        | 328 000 (3,8%) |
| 85    | 9 de mayo de 2011        | 371 000 (4,4%) |
| 86    | 10 de mayo de 2011       | 348 000 (4,4%) |
| 87    | 11 de mayo de 2011       | 293 000 (3,4%) |
| 88    | 12 de mayo de 2011       | 395 000 (4,8%) |
| 89    | 13 de mayo de 2011       | 314 000 (3,9%) |
| 90    | 16 de mayo de 2011       | 332 000 (4,0%) |
| 91    | 17 de mayo de 2011       | 400 000 (4,5%) |
| 92    | 18 de mayo de 2011       | 389 000 (4,2%) |
| 93    | 19 de mayo de 2011       | 404 000 (4,6%) |
| 94    | 20 de mayo de 2011       | 342 000 (4,2%) |
| 95    | 23 de mayo de 2011       | 394 000 (4,7%) |
| 96    | 24 de mayo de 2011       | 328 000 (4,0%) |
| 97    | 25 de mayo de 2011       | 306 000 (3,8%) |
| 98    | 26 de mayo de 2011       | 328 000 (3,8%) |
| 99    | 27 de mayo de 2011       | 347 000 (4,1%) |
| 100   | 30 de mayo de 2011       | 417 000 (4,3%) |
| 101   | 31 de mayo de 2011       | 357 000 (3,8%) |
| 102   | 1 de junio de 2011       | 361 000 (4,1%) |
| 103   | 2 de junio de 2011       | 332 000 (3,9%) |
| 104   | 3 de junio de 2011       | 337 000 (3,8%) |
| 105   | 6 de junio de 2011       | 415 000 (4,3%) |
| 106   | 7 de junio de 2011       | 387 000 (4,0%) |
| 107   | 8 de junio de 2011       | 374 000 (4,4%) |
| 108   | 9 de junio de 2011       | 323 000 (3,7%) |
| 109   | 10 de junio de 2011      | 381 000 (4,5%) |
| 110   | 13 de junio de 2011      | 369 000 (4,1%) |
| 111   | 14 de junio de 2011      | 385 000 (4,7%) |
| 112   | 16 de junio de 2011      | 363 000 (4,5%) |
| 113   | 17 de junio de 2011      | 340 000 (4,3%) |
| 114   | 20 de junio de 2011      | 340 000 (4,3%) |
| 115   | 21 de junio de 2011      | 348 000 (4,3%) |
| 116   | 23 de junio de 2011      | 333 000 (4,0%) |
| 117   | 27 de junio de 2011      | 357 000 (4,0%) |
| 118   | 28 de junio de 2011      | 341 000 (4,1%) |
| 119   | 29 de junio de 2011      | 280 000 (3,4%) |
| 120   | 30 de junio de 2011      | 292 000 (3,5%) |
| 121   | 4 de julio de 2011       | 372 000 (4,6%) |
| 122   | 5 de julio de 2011       | 380 000 (4,7%) |
| 123   | 6 de julio de 2011       | 337 000 (4,2%) |
| 124   | 7 de julio de 2011       | 330 000 (4,1%) |
| 125   | 8 de julio de 2011       | 299 000 (3,6%) |
| 126   | 11 de julio de 2011      | 369 000 (4,6%) |
| 127   | 12 de julio de 2011      | 389 000 (4,6%) |
| 128   | 13 de julio de 2011      | 319 000 (4,0%) |
| 129   | 14 de julio de 2011      | 371 000 (4,9%) |
| 130   | 15 de julio de 2011      | 371 000 (5,0%) |
| 131   | 18 de julio de 2011      | 356 000 (4,6%) |
| 132   | 19 de julio de 2011      | 344 000 (4,4%) |
| 133   | 22 de julio de 2011      | 305 000 (4,1%) |
| 134   | 25 de julio de 2011      | 323 000 (4,2%) |
| 135   | 26 de julio de 2011      | 268 000 (2,5%) |
| 136   | 27 de julio de 2011      | 345 000 (3,2%) |
| 137   | 28 de julio de 2011      | 308 000 (3,0%) |
| 138   | 29 de julio de 2011      | 259 000 (2,4%) |
| 139   | 2 de agosto de 2011      | 260 000 (3,5%) |
| 140   | 3 de agosto de 2011      | 239 000 (3,3%) |
| 141   | 4 de agosto de 2011      | 258 000 (3,5%) |
| 142   | 5 de agosto de 2011      | 245 000 (3,3%) |
| 143   | 8 de agosto de 2011      | 270 000 (3,8%) |
| 144   | 9 de agosto de 2011      | 282 000 (3,9%) |
| 145   | 10 de agosto de 2011     | 250 000 (3,6%) |
| 146   | 11 de agosto de 2011     | 252 000 (3,6%) |
| 147   | 12 de agosto de 2011     | 227 000 (3,4%) |
| 148   | 15 de agosto de 2011     | 298 000 (3,6%) |
| 149   | 16 de agosto de 2011     | 261 000 (3,5%) |
| 150   | 17 de agosto de 2011     | 234 000 (3,1%) |
| 151   | 18 de agosto de 2011     | 230 000 (2,9%) |
| 152   | 19 de agosto de 2011     | 183 000 (2,4%) |
| 153   | 22 de agosto de 2011     | 219 000 (2,9%) |
| 154   | 23 de agosto de 2011     | 206 000 (2,8%) |
| 155   | 24 de agosto de 2011     | 237 000 (3,2%) |
| 156   | 25 de agosto de 2011     | 243 000 (3,2%) |
| 157   | 26 de agosto de 2011     | 291 000 (3,8%) |
| 158   | 29 de agosto de 2011     | 238 000 (2,9%) |
| 159   | 30 de agosto de 2011     | 306 000 (3,9%) |
| 160   | 31 de agosto de 2011     | 299 000 (3,6%) |
| 161   | 1 de septiembre de 2011  | 307 000 (3,7%) |
| 162   | 2 de septiembre de 2011  | 317 000 (4,1%) |
| 163   | 5 de septiembre de 2011  | 238 000 (3,0%) |
| 164   | 6 de septiembre de 2011  | 309 000 (4,0%) |
| 165   | 7 de septiembre de 2011  | 213 000 (2,8%) |
| 166   | 8 de septiembre de 2011  | 224 000 (2,8%) |
| 167   | 9 de septiembre de 2011  | 223 000 (2,8%) |
| 168   | 12 de septiembre de 2011 | 249 000 (3,0%) |
| 169   | 13 de septiembre de 2011 | 361 000 (4,5%) |
| 170   | 14 de septiembre de 2011 | 299 000 (3,7%) |
| 171   | 15 de septiembre de 2011 | 321 000 (3,5%) |
| 172   | 16 de septiembre de 2011 | 275 000 (3,2%) |
| 173   | 19 de septiembre de 2011 | 245 000 (3,0%) |
| 174   | 20 de septiembre de 2011 | 277 000 (3,5%) |
| 175   | 21 de septiembre de 2011 | 253 000 (3,1%) |
| 176   | 22 de septiembre de 2011 | 281 000 (3,4%) |
| 177   | 23 de septiembre de 2011 | 238 000 (2,8%) |
| 178   | 24 de septiembre de 2011 | 197 000 (2,4%) |
| 179   | 26 de septiembre de 2011 | 197 000 (2,4%) |
| 180   | 27 de septiembre de 2011 | 231 000 (3,0%) |
| 181   | 28 de septiembre de 2011 | 201 000 (2,4%) |
| 182   | 29 de septiembre de 2011 | 257 000 (3,3%) |
| 183   | 30 de septiembre de 2011 | 199 000 (2,5%) |
| 183   | 3 de octubre de 2011     | 260 000 (3,2%) |
| 184   | 4 de octubre de 2011     | 227 000 (2,8%) |
| 185   | 5 de octubre de 2011     | 200 000 (2,5%) |
| 186   | 6 de octubre de 2011     | 235 000 (2,9%) |
| 187   | 7 de octubre de 2011     | 330 000 (3,8%) |
| 188   | 10 de octubre de 2011    | 259 000 (3,1%) |
| 189   | 11 de octubre de 2011    | 237 000 (3,1%) |
| 190   | 13 de octubre de 2011    | 237 000 (2,9%) |
| 191   | 14 de octubre de 2011    | 288 000 (3,5%) |
| 192   | 17 de octubre de 2011    | 289 000 (3,3%) |
| 193   | 18 de octubre de 2011    | 306 000 (3,7%) |
| 194   | 19 de octubre de 2011    | 286 000 (3,2%) |
| 195   | 20 de octubre de 2011    | 308 000 (3,5%) |
| 196   | 24 de octubre de 2011    | 298 000 (2,8%) |
| 197   | 25 de octubre de 2011    | 309 000 (3,2%) |
| 198   | 26 de octubre de 2011    | 269 000 (2,7%) |
| 199   | 27 de octubre de 2011    | 391 000 (3,9%) |
| 200   | 28 de octubre de 2011    | 250 000 (2,6%) |
| 201   | 2 de noviembre de 2011   | 241 000 (2,2%) |
| 202   | 3 de noviembre de 2011   | 367 000 (3,2%) |
| 203   | 4 de noviembre de 2011   | 321 000 (2,8%) |
| MEDIA | MEDIA                    | 392 000 (4,2%) |

### Tercera etapa (2023–presente)
El 4 de julio de 2023 vuelve a la parrilla de Telecinco 12 años con diferentes entregas semanales en prime time. En esta nueva etapa, el formato contó con dos importantes novedades: ‘El Pulsador de la Oferta Extra’, que brinda al concursante la ocasión de disponer de una propuesta de ‘El Banquero’ cuando considere; y ‘La Comunidad de la Suerte’, un juego alternativo para que el participante pueda optar a una suculenta cantidad de dinero si sus posibilidades de ganar un buen premio en el juego principal se han ido esfumando.

#### Audiencias 2023 (Versión Prime time)
| 1     | 9 de julio de 2023       | 1 284 000 (12,3%) |
| 2     | 16 de julio de 2023      | 1 059 000 (10,9%) |
| 3     | 30 de julio de 2023      | 1 050 000 (10,5%) |
| 4     | 6 de agosto de 2023      | 1 000 000 (10,8%) |
| 5     | 13 de agosto de 2023     | 837 000 (9,0%)    |
| 6     | 20 de agosto de 2023     | 818 000 (8,4%)    |
| 7     | 27 de agosto de 2023     | 846 000 (8,7%)    |
| 8     | 3 de septiembre de 2023  | 818 000 (7,8%)    |
| 9     | 10 de septiembre de 2023 | 910 000 (9,0%)    |
| MEDIA | MEDIA                    | 958 000 (9,7%)    |

#### Audiencias 2023-2024 (Access)
| 1     | 25 de diciembre de 2023 | 880 000 (6,8%)   |
| 2     | 26 de diciembre de 2023 | 814 000 (6,3%)   |
| 3     | 27 de diciembre de 2023 | 941 000 (7,2%)   |
| 4     | 28 de diciembre de 2023 | 967 000 (7,4%)   |
| 5     | 1 de enero de 2024      | 823 000 (6,0%)   |
| 6     | 2 de enero de 2024      | 844 000 (6,3%)   |
| 7     | 3 de enero de 2024      | 914 000 (7,0%)   |
| 8     | 4 de enero de 2024      | 865 000 (6,5%)   |
| 9     | 8 de enero de 2024      | 868 000 (6,3%)   |
| 10    | 9 de enero de 2024      | 1 038 000 (7,1%) |
| 11    | 10 de enero de 2024     | 868 000 (6,2%)   |
| 12    | 15 de enero de 2024     | 873 000 (6,4%)   |
| 13    | 16 de enero de 2024     | 921 000 (6,6%)   |
| 14    | 17 de enero de 2024     | 970 000 (7,0%)   |
| 15    | 22 de enero de 2024     | 818 000 (5,9%)   |
| 16    | 23 de enero de 2024     | 991 000 (7,3%)   |
| 17    | 24 de enero de 2024     | 846 000 (5,7%)   |
| 18    | 29 de enero de 2024     | 969 000 (6,9%)   |
| 19    | 30 de enero de 2024     | 1 090 000 (7,9%) |
| 20    | 31 de enero de 2024     | 1 056 000 (7,7%) |
| 21    | 5 de febrero de 2024    | 941 000 (6,6%)   |
| 22    | 6 de febrero de 2024    | 1 152 000 (7,8%) |
| 23    | 7 de febrero de 2024    | 1 024 000 (6,7%) |
| 24    | 12 de febrero de 2024   | 972 000 (7,2%)   |
| 25    | 13 de febrero de 2024   | 1 013 000 (7,3%) |
| 26    | 19 de febrero de 2024   | 876 000 (6,2%)   |
| 27    | 20 de febrero de 2024   | 951 000 (7,0%)   |
| 28    | 21 de febrero de 2024   | 1 151 000 (8,4%) |
| 29    | 26 de febrero de 2024   | 979 000 (6,9%)   |
| 30    | 27 de febrero de 2024   | 1 168 000 (8,4%) |
| 31    | 28 de febrero de 2024   | 1 210 000 (8,7%) |
| 32    | 4 de marzo de 2024      | 1 083 000 (7,6%) |
| 33    | 5 de marzo de 2024      | 1 121 000 (8,1%) |
| 34    | 6 de marzo de 2024      | 1 056 000 (7,8%) |
| 35    | 11 de marzo de 2024     | 1 169 000 (8,3%) |
| 36    | 12 de marzo de 2024     | 1 032 000 (7,5%) |
| 37    | 13 de marzo de 2024     | 1 094 000 (8,0%) |
| 38    | 18 de marzo de 2024     | 1 138 000 (8,8%) |
| 39    | 19 de marzo de 2024     | 1 037 000 (7,8%) |
| 40    | 20 de marzo de 2024     | 1 167 000 (8,6%) |
| 41    | 25 de marzo de 2024     | 1 172 000 (9,0%) |
| 42    | 26 de marzo de 2024     | 1 099 000 (8,0%) |
| 43    | 27 de marzo de 2024     | 1 083 000 (8,8%) |
| 44    | 1 de abril de 2024      | 943 000 (7,2%)   |
| MEDIA | MEDIA                   | 1 000 000 (7,3%) |

#### Audiencias 2025 (Versión Prime Time)
| 10    | 27 de julio de 2025  | 701 000 (7,8%) |
| 11    | 27 de julio de 2025  | 307 000 (8,2%) |
| 12    | 3 de agosto de 2025  | 627 000 (7,6%) |
| 13    | 3 de agosto de 2025  | 321 000 (8,4%) |
| 14    | 10 de agosto de 2025 | 587 000 (7,1%) |
| 15    | 17 de agosto de 2025 | 541 000 (6,4%) |
| 16    | 24 de agosto de 2025 |                |
| 17    | 31 de agosto de 2025 |                |
| MEDIA |                      |                |

## Premios
- Premio máximo:
  - Versión diaria (Telecinco/Cuatro): €300.000 / 50.000.000 pesetas / US$382.500
  - Versión diaria (Telecinco): €600.000 / 100.000.000 pesetas / US$765.000
  - Versión especial: €1.000.000 / 166.386.000 pesetas / US$1.311.605
  - Versión "La Noche de los dos millones""**: €2.000.000 / 332.772.000 pesetas / US$ 2.623.210
  - Programa N.º 850: €850.000 / 141.428.100 pesetas / US$ 1.145.290

- Premios en Cuatro (2011):

| 0,10 €* |
| 0,50 €* |
| 1 €*    |
| 5 €*    |
| 10 €*   |
| 20 €*   |
| 50 €*   |
| 100 €*  |
| 200 €*  |
| 300 €*  |
| 600 €*  |

| 1.000 €   |
| 2.000 €   |
| 3.000 €   |
| 6.000 €   |
| 9.000 €   |
| 12.000 €  |
| 15.000 €  |
| 30.000 €  |
| 60.000 €  |
| 120.000 € |
| 300.000 € |
| **? €     |

(*) Tres de estas cantidades son sustituidas por objetos del mismo valor en cada programa.
(**) En la caja verde que está en juego puede haber uno de los siguientes premios:
| 0 €       |
| 30.000 €  |
| 60.000 €  |
| 120.000 € |
| 300.000 € |

- Premios en Telecinco (2004-2008):

| 0,10 €* |
| 0,50 €* |
| 1 €*    |
| 5 €*    |
| 10 €*   |
| 30 €*   |
| 50 €*   |
| 100 €*  |
| 300 €   |
| 600 €   |
| 900 €   |

| 1.500 €   |
| 3.000 €   |
| 6.000 €   |
| 12.000 €  |
| 18.000 €  |
| 24.000 €  |
| 30.000 €  |
| 60.000 €  |
| 120.000 € |
| 240.000 € |
| 600.000 € |

(*) Estas cantidades pueden ser sustituidas por objetos del mismo valor.
(**) En 2007, se puso en marcha una nueva versión del programa. Con un plató más grande, más moderno y lujoso, en el que había solamente un concursante por partida que se podía llevar hasta 1 millón de euros. Las cajas eran maletines presentados por 26 modelos.
- Premios en Telecinco (2023-presente):

| 0,10 €* |
| 0,50 €* |
| 1 €*    |
| 5 €*    |
| 10 €*   |
| 20 €*   |
| 50 €*   |
| 100 €*  |
| 250 €*  |
| 500 €*  |
| 750 €*  |

| 1.000 €     |
| 2.500 €     |
| 5.000 €     |
| 7.500 €     |
| 10.000 €    |
| 12.500 €    |
| 15.000 €    |
| 25.000 €    |
| 50.000 €    |
| 100.000 €** |
| 150.000 €** |

(*) Estas cantidades pueden ser sustituidas por objetos del mismo valor.
(**) Del 9 de julio de 2023 al 10 de septiembre de 2023, los premios antes eran 250.000€ y 125.000€
(***) En el juego "Comunidad De La Suerte" qué está en juego puede haber uno de los siguientes premios y del 9 de julio de 2023 al 10 de septiembre de 2023, los premios antes eran 30.000€ y 10.000€:
| 5.000 €***  |
| 15.000 €*** |